# Brand der Kentex-Fabrik

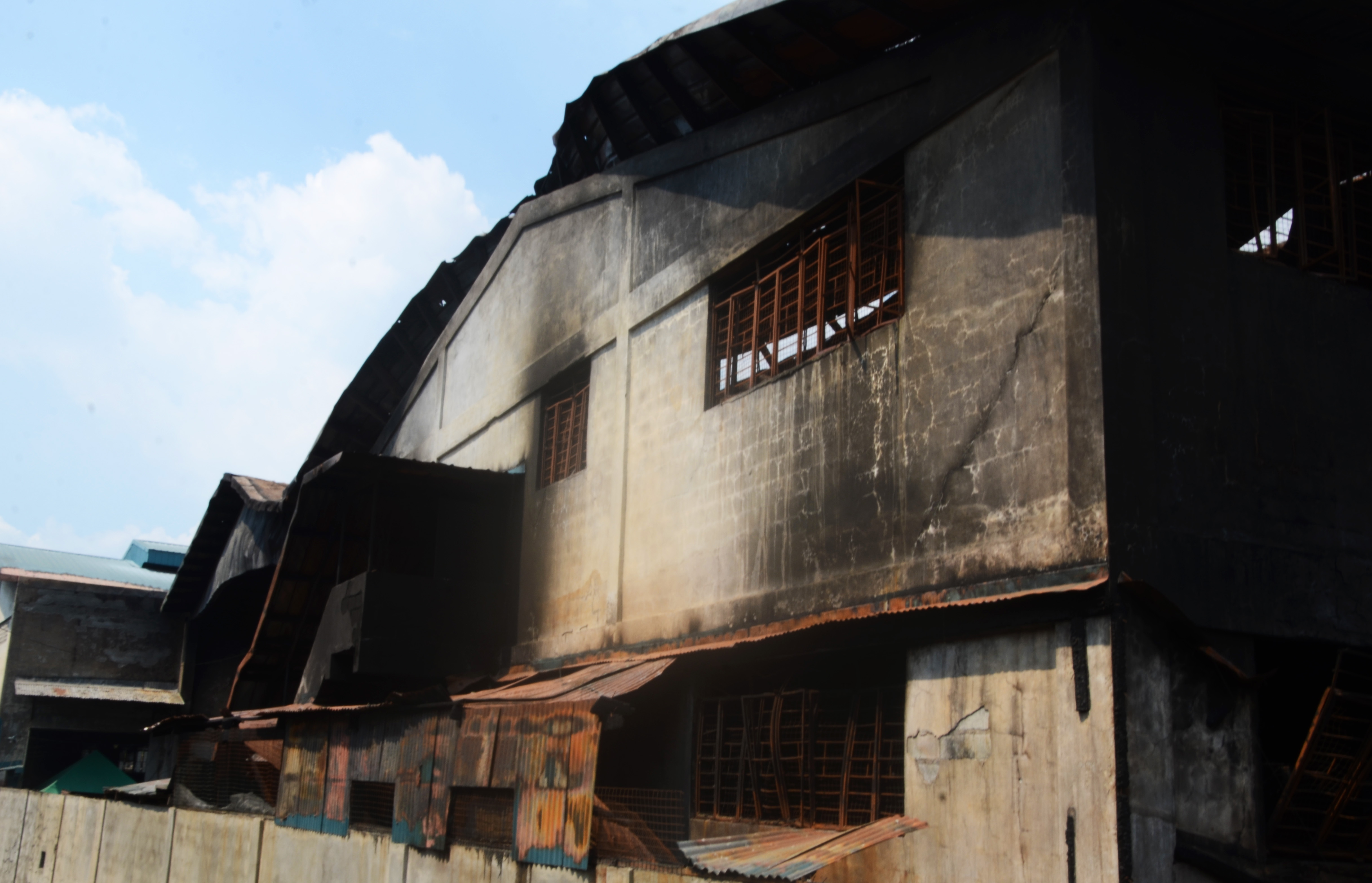
Die Ruine drei Tage nach dem Brand

Der Brand der Kentex-Fabrik war ein schweres Industrieunglück, das sich am 13. Mai 2015 in einer Schuhfabrik des Unternehmens Kentex Manufacturing in Valenzuela City im Großraum Metro Manila, Philippinen, ereignete. Dabei kamen 74 Menschen ums Leben, überwiegend Arbeiter, die im zweiten Stockwerk eingeschlossen waren. Es war einer der tödlichsten Brände in der Geschichte der Philippinen.

## Hergang
Am Vormittag des 13. Mai 2015 kam es bei Schweißarbeiten im Eingangsbereich der Kentex-Fabrik zu Funkenflug, der in der Nähe gelagerte leicht entzündliche Chemikalien entzündete. Die Flammen breiteten sich rasch über das gesamte Gebäude aus.
Besonders tragisch war, dass viele Fenster mit Eisengittern versperrt und Notausgänge unzugänglich oder blockiert waren. Die Mehrzahl der Opfer konnte daher nicht fliehen und starb an Rauchvergiftung oder Verbrennungen. Der Brand konnte erst nach über fünf Stunden gelöscht werden.

## Opfer
Laut offiziellen Angaben kamen 74 Menschen ums Leben, davon die meisten im zweiten Obergeschoss. Zahlreiche weitere Personen wurden verletzt, einige davon schwer.

## Arbeitsbedingungen
Nach dem Unglück wurden schwere Vorwürfe bezüglich der Arbeitsbedingungen bei Kentex laut:
- Viele Arbeiter verdienten nur etwa 300 Pesos pro Tag – deutlich unter dem gesetzlichen Mindestlohn.
- Ein Großteil der Belegschaft war über nicht registrierte Subunternehmer beschäftigt und verfügte weder über Sozialversicherungen noch Arbeitsverträge.
- Brandschutzvorkehrungen wie Sprinkleranlagen, Feuerlöscher oder regelmäßige Notfallübungen fehlten.

## Ermittlungen und Folgen
In den Wochen nach dem Brand wurden mehrere Behördenvertreter und auch der Bürgermeister von Valenzuela City unter Verdacht gestellt, Sicherheitsmängel ignoriert und widerrechtlich Betriebsgenehmigungen ausgestellt zu haben. Es wurden Verfahren gegen mehrere Beamte eingeleitet.
Im Jahr 2019 ordnete der Oberste Gerichtshof an, dass Kentex betroffenen Arbeitern Lohnnachzahlungen leisten müsse. Die strafrechtlichen Verfahren gegen Firmen- und Regierungsvertreter wurden 2020 mangels hinreichender Beweise eingestellt.

## Erinnerung und kulturelle Rezeption
Das Grundstück, auf dem die Fabrik stand, lag 2019 noch brach. Der Brand wurde mehrfach in Medien und künstlerischen Werken thematisiert, darunter im internationalen Film Nocebo (2022), dessen Abspann den getöteten Kentex-Arbeitern gewidmet ist.

## Bedeutung
Der Kentex-Brand zählt zu den schwersten Bränden der Philippinen nach dem Brand des Ozone Nachtclubs (1996) und dem Brand des Manor Hotels (2001). Er führte zu einer erneuten Diskussion über den Arbeitsschutz, Brandsicherheit und die Rolle staatlicher Aufsicht in der Industrie.